# Spinulosida
Spinulosida é uma ordem da classe Asteroidea (estrela-do-mar), do filo dos equinodermes. Essa ordem inclui cerca de 120 espécies.

## Famílias
Essa ordem inclui 1 família:
- Echinasteridae